# قلعة ريحانة (مقاطعة ديواندرة)
قلعة ريحانة (بالفارسية: قلعه ریحانه) هي قرية تقع في منطقة مركزية ريفية في إيران. يقدر عدد سكانها بـ 114 نسمة بحسب إحصاء 2016.